# City Investing Building
Het City Investing Building was een wolkenkrabber in New York aan Broadway en Cortlandt Street. Het gebouw opende zijn deuren in 1908 en was ontworpen door Francis H. Kimball in de beaux-arts-stijl. Destijds was het een van de grootste kantoorgebouwen ter wereld. 
Net als het naastgelegen Singer Building werd het City Investing Building in 1968 gesloopt om ruimte te maken voor One Liberty Plaza. 